# Soul Show: Live at Delta 88
| Recensione | Giudizio |
| ---------- | -------- |
| AllMusic   |          |

Soul Show: Live at Delta 88 è un album live di Joan Osborne, pubblicato nel 1991.

## Tracce
1. Son of a Preacher Man (Hurley, Wilkins)
2. Flyaway (Osborne)
3. Get Up Jack (Osborne)
4. Crazy Baby (Osborne)
5. Fingerprints (Block, Hecht)
6. Dreamin' About the Day (Osborne)
7. Help Me (Bass, Dixon, Williamson)
8. Match Burn Twice (Osborne)
9. Wild World (Osborne, Stevens)
10. 4 Camels (Osborne)
11. Lady Madonna (Lennon, McCartney)